# Łuny
Łuny – singel Natalii Nykiel z 2018 roku. Utwór skomponowała sama wokalistka we współpracy z Michałem „Fox” Królem, a tekst piosenki napisał Jakub Parowicz i Andrzej Mrozek.

## Premiera i wykonania na żywo
Kompozycja została zaprezentowana przez wokalistkę premierowo 15 sierpnia 2018 podczas festiwalu Top of the Top Sopot Festival.

## Notowania

### Pozycje na radiowych listach przebojów
| Kraj   | Lista (2018)          | Najwyższa pozycja |
| ------ | --------------------- | ----------------- |
| Polska | Radio Szczecin (SLiP) | 42                |

## Teledysk
15 sierpnia 2018 odbyła się premiera vertical video do singla „Łuny” w reżyserii Zuzy Słomińskiej. Jest to pierwszy taki teledysk w karierze wokalistki. 19 października 2018 ukazał się oficjalny teledysk. W 2019 uzyskał nominację do nagrody polskiego przemysłu fonograficznego Fryderyk w kategorii Teledysk roku.